# Sthenolepis racemosa
Sthenolepis racemosa är en ringmaskart som beskrevs av Fauchald 1972. Sthenolepis racemosa ingår i släktet Sthenolepis och familjen Sigalionidae. Inga underarter finns listade i Catalogue of Life.